# Dario Baruffi
Dario Luciano Baruffi (Milano, 7 gennaio 1938 – Verona, 24 luglio 2024) è stato un calciatore e allenatore di calcio italiano, di ruolo ala.

## Carriera
Giocò 5 partite in massima serie con la maglia del Milan nella stagione 1957-1958, esordendo il 24 settembre 1957 in Milan-Bologna (0-1).
In seguito passò a giocare in Serie B con Verona, Prato, Monza e Palermo, disputando sei stagioni in serie cadetta per complessive 152 presenze e 20 reti. Realizzò due reti in coppa campioni contro gli scozzesi del Glasgow rangers nel 1957.

## Palmarès

### Competizioni giovanili
- Torneo di Viareggio: 1

Milan: 1957